# Liu Lingling
Liu Lingling (刘灵玲S; Fuzhou, 8 novembre 1994) è una ginnasta cinese, vincitrice della medaglia d'argento ai Giochi olimpici estivi di Tokyo 2020 nel trampolino elastico.

## Palmarès
- Giochi olimpici

Tokyo 2020: argento nell'individuale;
- Mondiali

Sofia 2014: oro nell'individuale; oro nel sincro;
Odense 2015: oro nel trampolino a squadre; argento nell'individuale;
Sofia 2017: oro nel trampolino a squadre;
- Giochi asiatici

Giacarta e Palembang 2018: oro nell'individuale;